# Marie Colvinová
Marie Colvinová, nepřechýleně plným jménem Marie Catherine Colvin (12. ledna 1956 Oyster Bay, USA – 22. února 2012 Homs) byla americká novinářka, která od roku 1985 až do své smrti pracovala jako zahraniční korespondentka pro britský nedělník The Sunday Times. Zemřela, když reportérsky pokrývala obléhání Homsu v Sýrii.
Newyorská státní univerzita ve Stony Brooku po smrti Colvinové založila na její počest Centrum Marie Colvinové pro mezinárodní zpravodajství (Marie Colvin Center for International Reporting). Její rodina také prostřednictvím Longislandské komunitní nadace (Long Island Community Foundation) založila Pamětní fond Marie Colvinové (Marie Colvin Memorial Fund), který podporuje charitativní a vzdělávací organizace. V červenci 2016 právníci zastupující rodinu Colvinové podali občanskoprávní žalobu proti vládě Syrské arabské republiky, kterou vinili z přímé objednávky její vraždy. Počátkem roku 2019 shledal soud syrskou vládu vinnou z vraždy a přiznal rodině Colvinové finanční náhradu újmy ve výši 302 milionů dolarů.

## Mládí a studium
Marie Colvinová se narodila ve čtvrti Astoria newyorského městského obvodu Queens a vyrostla ve Východním Norwichi ve městě Oyster Bay v okrese Nassau County na Long Islandu. Její otec, William J. Colvin, byl veterán námořní pěchoty z druhé světové války a učitel angličtiny ve veřejných školách v New Yorku. Byl také politicky aktivní u Demokratů v Nassau County. Sloužil jako náměstek okresního ředitele pod Eugenem Nickersonem. Matka Rosemarie Marron Colvinová byla středoškolskou poradkyní na longislandských veřejných školách. Marie Colvinová byla jejich prvorozeným dítětem, měla dva bratry Williama a Michaela a dvě sestry Aileen a Catherine.
V roce 1974 absolvovala střední školu v Oyster Bay. Jeden rok středoškolského studia strávila na zahraničním výměnném programu v Brazílii a následně začala studovat Yaleovu univerzitu. Jejím hlavním oborem byla antropologie, avšak absolvovala také kurs u Pulitzerovou cenou oceněného spisovatele Johna Herseyho. Začala psát pro Yale Daily News a podle její matky se tehdy „rozhodla stát novinářkou“. V roce 1978 získala bakalářský titul z antropologie. Podle vyjádření jejího blízkého přítele Bobbyho Shrivera byla Colvinová během studia na Yale známá svou výraznou osobností a působila rozruch.

## Kariéra
Colvinová krátce pracovala pro odborový svaz v New Yorku a rok po absolvování Yale zahájila svou žurnalistickou kariéru u United Press International (UPI). Nejprve pracovala pro UPI v Trentonu, poté v New Yorku a Washingtonu. V roce 1984 byla Colvinová jmenována manažerkou pařížské redakce UPI a roku 1985 odešla do Sunday Times.
Od roku 1986 působila jako středovýchodní korespondentka, od roku 1995 zahraniční korespondentka. V roce 1986 byla první, komu poskytl rozhovor libyjský vůdce Muammar Kaddáfí po americkém bombardování Libye (tzv. operaci El Dorado Canyon). Kaddáfí v tomto rozhovoru uvedl, že byl doma, když americká letadla v dubnu 1986 bombardovala Tripolis, a že pomáhal zachránit svou ženu a děti, zatímco „se dům kolem nás zřítil“. Kaddáfí také řekl, že dokud bude Reagan v Bílém domě, smíření mezi Libyí a Spojenými státy americkými je nemožné. „Nemám mu co říct (Ronaldu Reaganovi),“ uvedl, „protože je šílený. Je hloupý. Je to izraelský pes.“
V květnu 1988 Colvinová vystupoval v diskusním pořadu televize Channel 4 After Dark, po boku Antona Shammase, Geralda Kaufmana, Mošeho Amirava, Nadii Hijabové a dalších.
Vedle své specializace na Blízký východ se zabývala se také konflikty v Čečensku, Kosovu, Sieře Leone, Zimbabwe, Srí Lance a Východním Timoru. Když ruská vojska v roce 1999 odřízla ústupovou cestu čečenským povstalcům, Colvinová byla nucena podniknout osmidenní cestu přes horský průsmyk. V roce 1999 ve Východním Timoru jí byla přičítána záchrana životů 1500 civilních obyvatel z území obleženého Indonésií podporovanými jednotkami. Odmítla je opustit, jako jedna ze tří reportérů zůstala s jednotkami Spojených národů a reportovala o situaci v novinách a televizi. Po čtyřech dnech byli evakuováni.
Za své zpravodajství z Kosova a Čečenska získala ocenění pro odvahu v žurnalistice od mezinárodní ženské mediální nadace International Women's Media Foundation. Psala a natáčela dokumentární pořady, včetně Arafat: Behind the Myth pro BBC. Účinkovala také v dokumentárním filmu Bearing Witness z roku 2005.
Když 16. dubna 2001 Colvinová přejížděla z oblasti kontrolované Tamilskými tygry do oblasti ovládané srílanskou vládou, v důsledku výbuchu raketového granátu (RPG) odpáleného vládními silami 16. dubna 2001 přišla o zrak v levém oku a od té doby na něm nosila klapku.
V době reportování o občanské válce na Srí Lance zažila napadení dokonce i po zvolání, že je novinářka. Lindsey Hilsumové z Channel 4 News řekla, že její útočník „věděl, co dělá“. Navzdory vážným zraněním, která utrpěla, se tehdy 44leté Colvinové podařilo stihnout do redakční uzávěrky sepsat článek o 3 000 slovech. Spolu se svými tamilskými průvodci prošla více než 30 mil džunglí Vanni, aby se vyhnula vládním jednotkám. Informovala pak o humanitární katastrofě v tamilské severní oblasti, včetně vládní blokády potravin, zdravotnických potřeb a šestiletého bránění přístupu zahraničních novinářů do této oblasti. Později Colvinová trpěla posttraumatickou stresovou poruchou a kvůli svým zraněním potřebovala hospitalizaci. Byla také svědkem a prostředníkem během posledních dnů války na Srí Lance a informovala o válečných zločinech, které byly vůči Tamilům v tomto období spáchány. Několik dní po jejím zranění srílanská vláda prohlásila, že zahraničním novinářům umožní cestovat do oblastí ovládaných rebely. Vládní mluvčí Ariya Rubasinghe uvedla, že: „novináři mohou jít, my jsme je nevykázali, ale musí si být plně vědomi a přijmout, že riskují svůj život.“ 
Roku 2007 se stala prvním zahraničním reportérem, který po téměř dvou letech přinesl zpravodajství z irácké Basry. V roce 2011, když Colvinová reportovala o tzv. arabském jaru v Tunisku, Egyptě a Libyi, obdržela nabídku k opětovnému rozhovoru s Kaddáfím, spolu se dvěma dalšími novináři, které si mohla sama nominovat. Colvinová pro Kaddáfího první mezinárodní rozhovor od začátku války vybrala Christiane Amanpourovou z americké ABC News a Jeremyho Bowena z britské BBC News. Colvinová připomínala, že je důležité posvítit si na „lidstvo v extrémních situacích, pod neúnosným tlakem,“ a uvedla: „Mojí prací je přinášet svědectví. Nikdy jsem se nezajímala o to, jaký typ letadla právě bombardoval vesnici nebo zda na ni střílel kanón ráže 120 mm, nebo 155 mm.“

## Osobní život
Marie Colvinová se dvakrát provdala za novináře Patricka Bishopa, obě manželství však skončila rozvodem. Vzala si také bolivijského novináře Juana Carlose Gumucia, který byl dopisovatelem španělského deníku El País v Bejrútu během libanonské občanské války. V únoru 2002 si Gumucio po potížích s depresí a alkoholismem v Bolívii vzal život. Sama Colvinová měla také potíže s alkoholem. Jejím posledním životním přítelem byl Richard Flaye.
Colvinová bydlela v Hammersmithu, v západní části Velkého Londýna.

## Smrt a odkaz

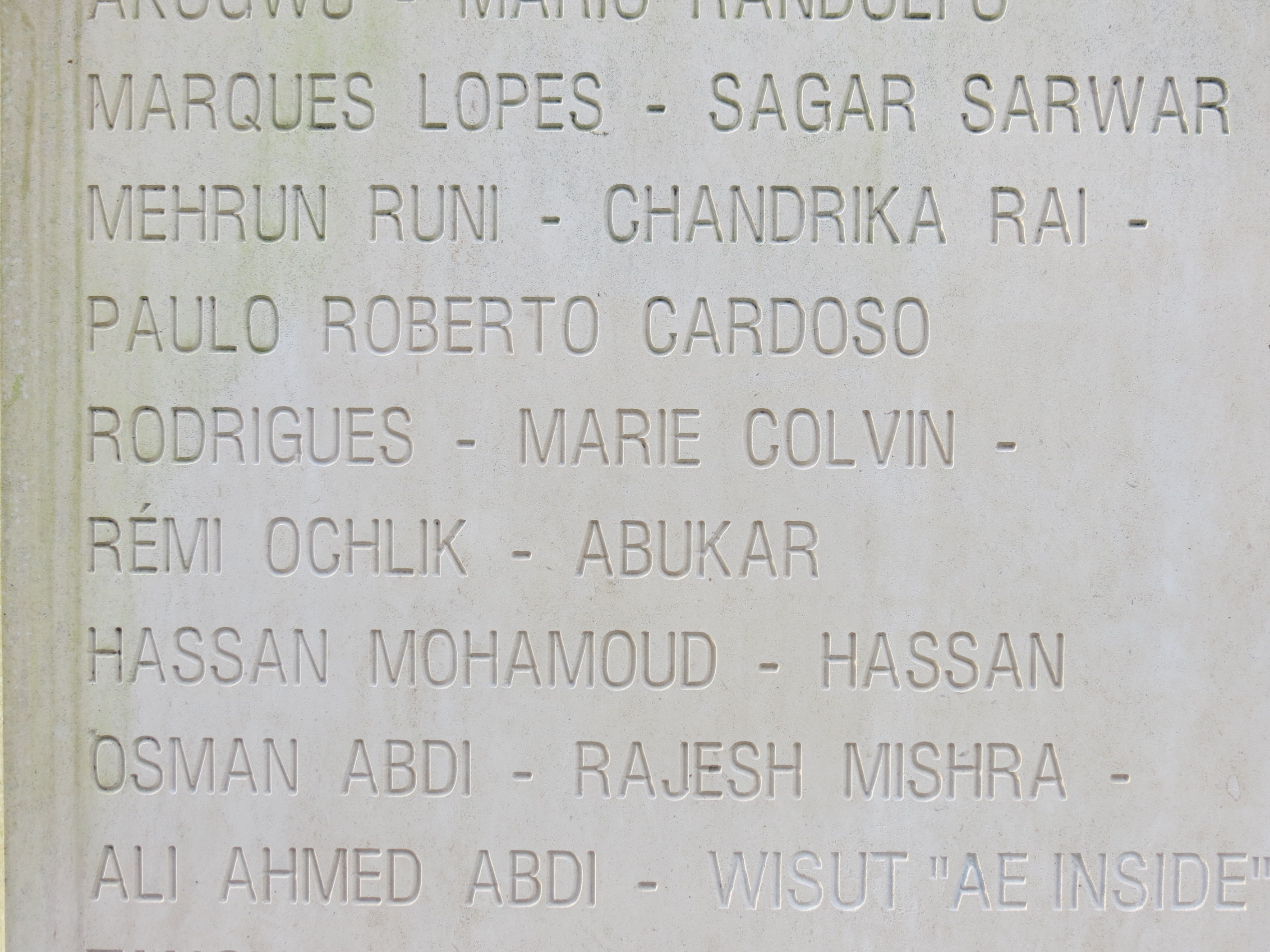
Jméno Marie Colvinové na pomníku reportérů ve francouzském Bayeux.

V únoru 2012 Colvinová přejela na motokrosovém motocyklu do Sýrie, a to navzdory pokusům syrské vlády zabránit zahraničním novinářům ve vstupu do země. Zde pak bez povolení podávala zprávy o syrské občanské válce. Colvinová zaujala pozici v povstalecké enklávě v západní čtvrti Baba Amr města Homs. Své poslední vysílání realizovala večer 21. února 2012, kdy pomocí satelitního telefonu reportovala pro televize BBC, Channel 4, CNN a ITN News. Popsala „nemilosrdné“ ostřelování a útoky sniperů syrské armády proti civilním budovám a lidem v ulicích Homsu. V rozhovoru s Andersonem Cooperem Colvinová popsala bombardování Homsu jako nejhorší konflikt, jaký kdy zažila.
Marie Colvinová zemřela 22. února spolu s francouzským fotoreportérem Rémim Ochlikem. Pitva vedená v Damašku syrskou vládou došla k závěru, že Colvinovou zabilo „improvizované výbušné zařízení naplněné hřebíky“. Syrská vláda uváděla, že výbušnina byla nastražena teroristy, kteří prchali z neoficiální mediální budovy ostřelované syrskou armádou. Tento závěr odmítl fotograf Paul Conroy, který byl spolu s Colvinovou a Ochlikem a útok přežil. Conroy si vybavoval, že Colvinová a Ochlik si balili své vybavení, když syrská dělostřelecká palba zasáhla jejich mediální centrum.
Večer 22. února 2012 lidé z Homsu truchlili v ulicích k uctění Colvinové a Ochlika. Colvinové po smrti vzdávali poctu média i politici.
Pohřeb se konal v Oyster Bay v New Yorku 12. března 2012. Posledního rozloučení se zúčastnilo 300 truchlících, včetně jejích následovníků, přátel a rodiny. Byla zpopelněna a polovina jejího popela byla rozptýlena na Long Islandu a druhá polovina na Temži poblíž jejího posledního domova.
V červenci 2016 sestra novinářky Cat Colvinová podala občanskoprávní žalobu proti vládě Syrské arabské republiky za mimosoudní zabití. Podle žaloby existoval důkaz, že syrská vláda přímo nařídila na Colvinovou cílený atentát. V dubnu 2018 byla vznesena obvinění v soudních spisech podaných rodinou. V lednu 2019 americký soud rozhodl, že syrská vláda zodpovídala za smrt Colvinové, a nařídil uhrazení 300 milionů amerických dolarů jako finanční náhradu újmy. Rozsudek uváděl, že Colvinová se stala „specifickým cílem kvůli svému povolání, za účelem umlčení těch, kteří informovali o rostoucím opozičním hnutí v zemi. Vražda novinářů jednajících vykonávajících své zaměstnání by mohla mít mrazivý vliv na reportování takových událostí po celém světě. Cílená vražda amerického občana, jehož odvážná práce byla nejen důležitá, ale přímo nepostradatelná pro naše chápání válečných zón a válek obecně, je pobuřující, a proto udělení trestu odškodnění, jež násobí dopad na odpovědný stát, je odůvodněné.“
Mezinárodní editorka Channel 4 News Lindsey Hilsumová v roce 2018 vydala knihu In Extremis: the Life of War Correspondent Marie Colvin.
V polovině února 2019 měl premiéru film Soukromá válka (A Private War) založený na životě Marie Colvinové. Snímek režíroval Matthew Heineman podle scénáře Arashe Amela a Colvinovou v něm hrála Rosamund Pikeová. Za námět posloužil článek Marie Brennerové z časopisu Vanity Fair s názvem „Marie Colvin's Private War“ (2012).

## Vyznamenání a ocenění
- 2000 – Novinář roku, Foreign Press Association
- 2000 – Odvaha v žurnalistice, International Women's Media Foundation
- 2001 – Zahraniční zpravodaj roku, British Press Awards
- 2009 – Zahraniční reportér roku, British Press Awards
- 2012 – Cena Anny Politkovské, Reach All Women in War (RAW in WAR)
- 2012 – Zahraniční zpravodaj roku, British Press Awards
- 2019 –  medaile Řádu Východního Timoru in memoriam